# Тиран темноголовий
Тиран темноголовий (Tyrannus caudifasciatus) — вид горобцеподібних птахів родини тиранових (Tyrannidae). Мешкає на Карибах.

## Опис

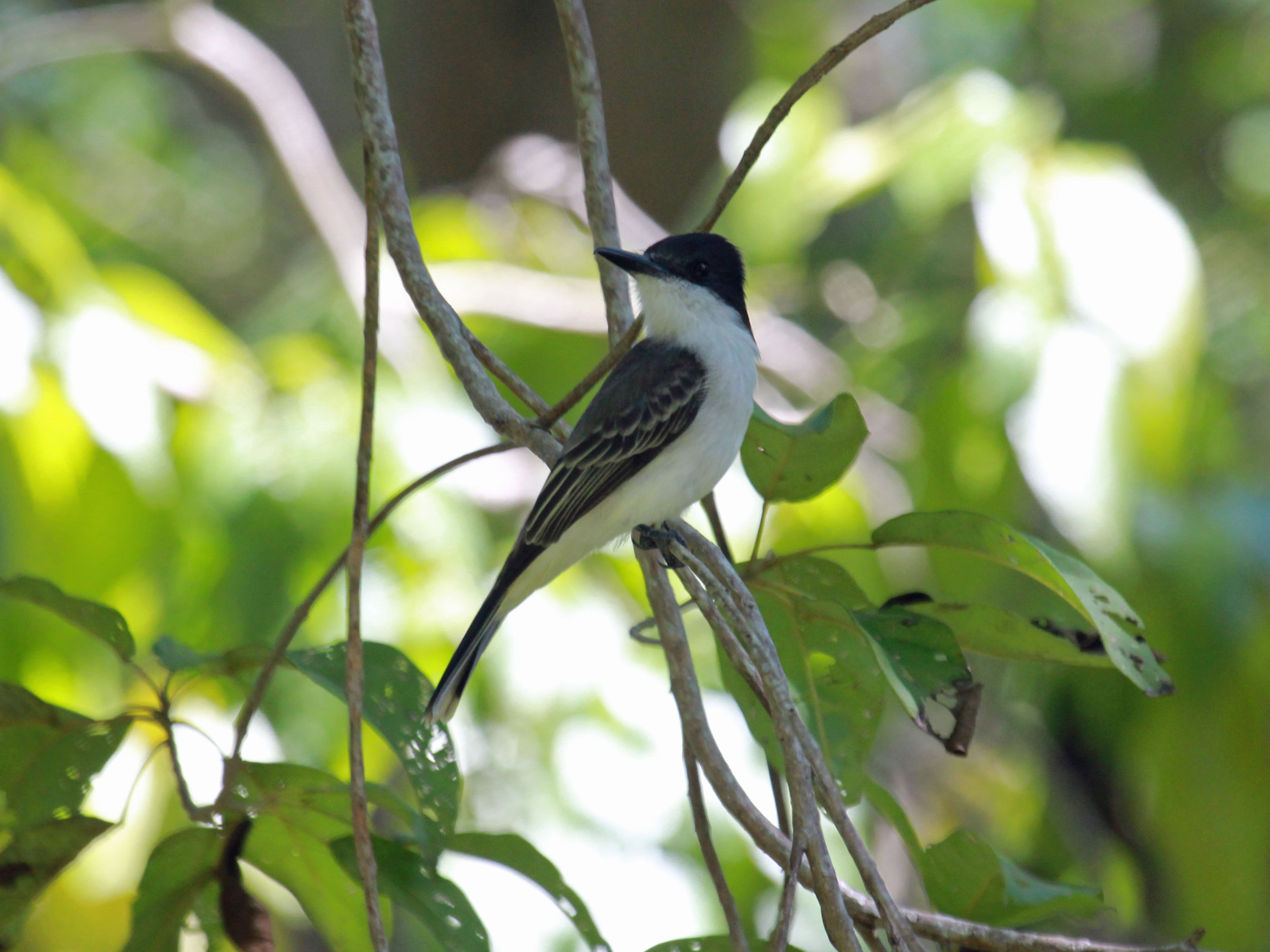
Темноголовий тиран (Ямайка)

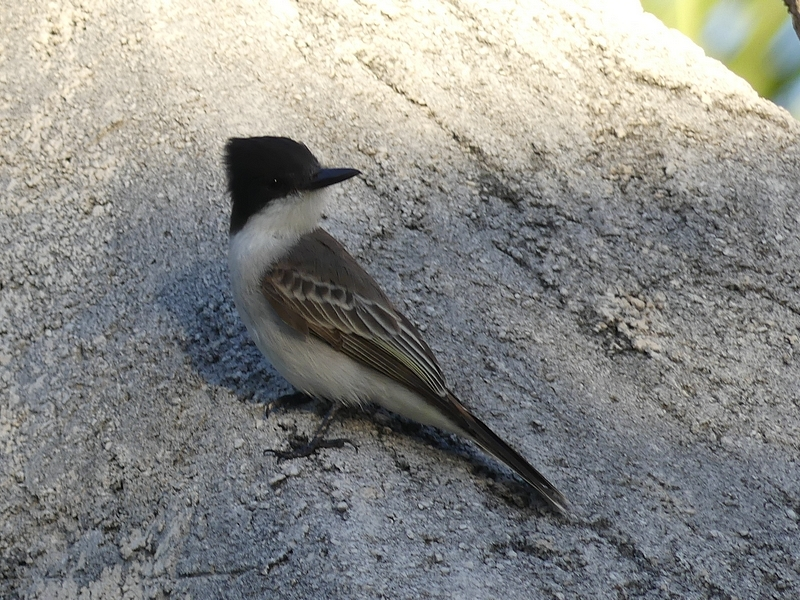
Темноголовий тиран (Куба)

Довжина птаха становить 23 см. Верхня частина голови і шия чорнуваті, верхня частина тіла темно-сіра. Хвіст чорнуватий, на кінці округлий, охристо-білий. Горло і щоки білі, нижня частина тіла білувата. На тімені малопомітна оранжева смуга, прихована оточуючим пір'ям. Дзьоб і лапи чорні. У молодих птахів пера на крилах мають коричневі края.

## Підвиди
Виділяють шість підвидів:
- T. c. bahamensis (Bryant, H, 1864) — Багамські острови;
- T. c. caudifasciatus d'Orbigny, 1839 — Куба і острів Ісла-де-ла-Хувентуд;
- T. c. caymanensis (Nicoll, 1904) — Кайманові острови;
- T. c. jamaicensis (Chapman, 1892) — Ямайка;
- T. c. taylori (Sclater, PL, 1864) — Пуерто-Рико;
- T. c. gabbii (Lawrence, 1876) — острів Гаїті.

## Поширення і екологія
Темноголові тирани мешкають на Багамських і Кайманових островах, Кубі, Гаїті, Домініканській Республіці, Ямайці, Пуерто-Рико та на островах Теркс і Кайкос, трапляють на півдні Флориди. Вони живуть у вологих рівнинних і гірських тропічних лісах, в мангрових лісах, на болотах. Зустрічаються поодинці або парами, на висоті до 2000 м над рівнем моря. Живляться комахами і дрібними ящірками, на яких вони чатують, сидячи на високо розташованій гілці, іноді доповнюють раціон ягодами і плодами. Сезон розмноження триває з квітня по липень. Гніздо чашоподібне, робиться з гілочок, корінців і рослинних волокон, розміщується на дереві або в чагарниках. В кладці від 2 до рожевувато-білих, поцяткованих темними плямками яєць розміром 25×18 мм.